# Hokatu
Hokatu és un poble de l'illa d'Ua Huka a les Illes Marqueses de la Polinèsia Francesa.
Hokatu és el més petit dels tres pobles de l'illa, i es troba a tres quilòmetres al sud-est de Hane. A la seva badia s'hi pot ancorar perquè és un petit port natural i el visità l'Aranui 3. Hokatu és ben conegut pels seus talladors de fusta i hi trobem un centre d'artesania on es poden comprar els productes dels habitants, juntament amb tres museus que obren durant la temporada turística. A prop del llogaret, a la part inferior de la vall, hi ha els fonaments d'un antic assentament conegut com a paepae.